# Vestiges des anciens remparts d'Étampes
Les vestiges des anciens remparts est un site archéologique située à Étampes, en France.

## Localisation
Le monument est situé dans le département français de l'Essonne.

## Historique
Les remparts sont datés des XIIIe siècle et XIVe siècle. La bastille des Portereaux et la tour du Loup constituent des parties des vestiges des anciens remparts, inscrits au titre des monuments historiques par arrêté du 10 mars 1968.

## Architecture

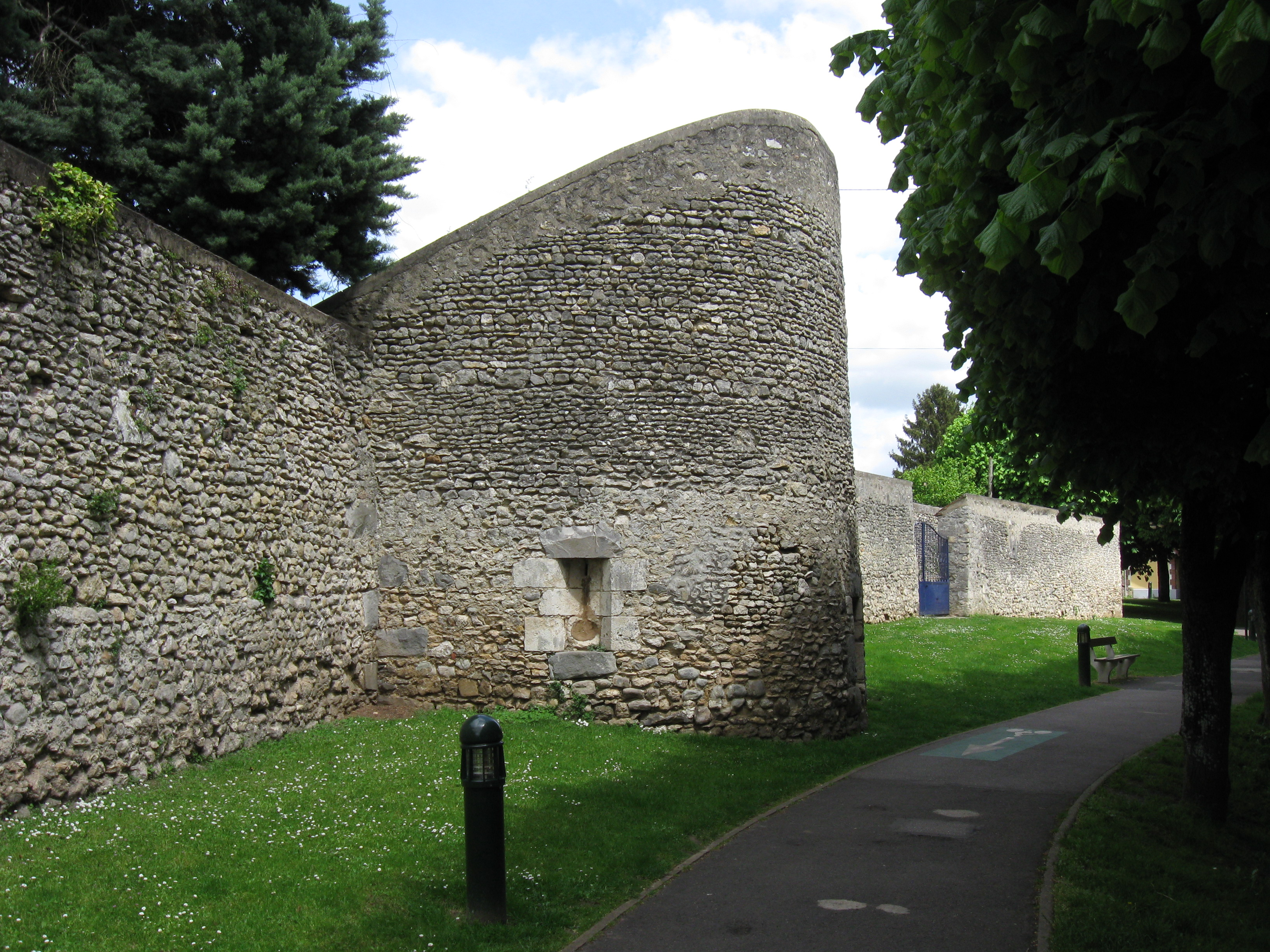
Tour du Loup
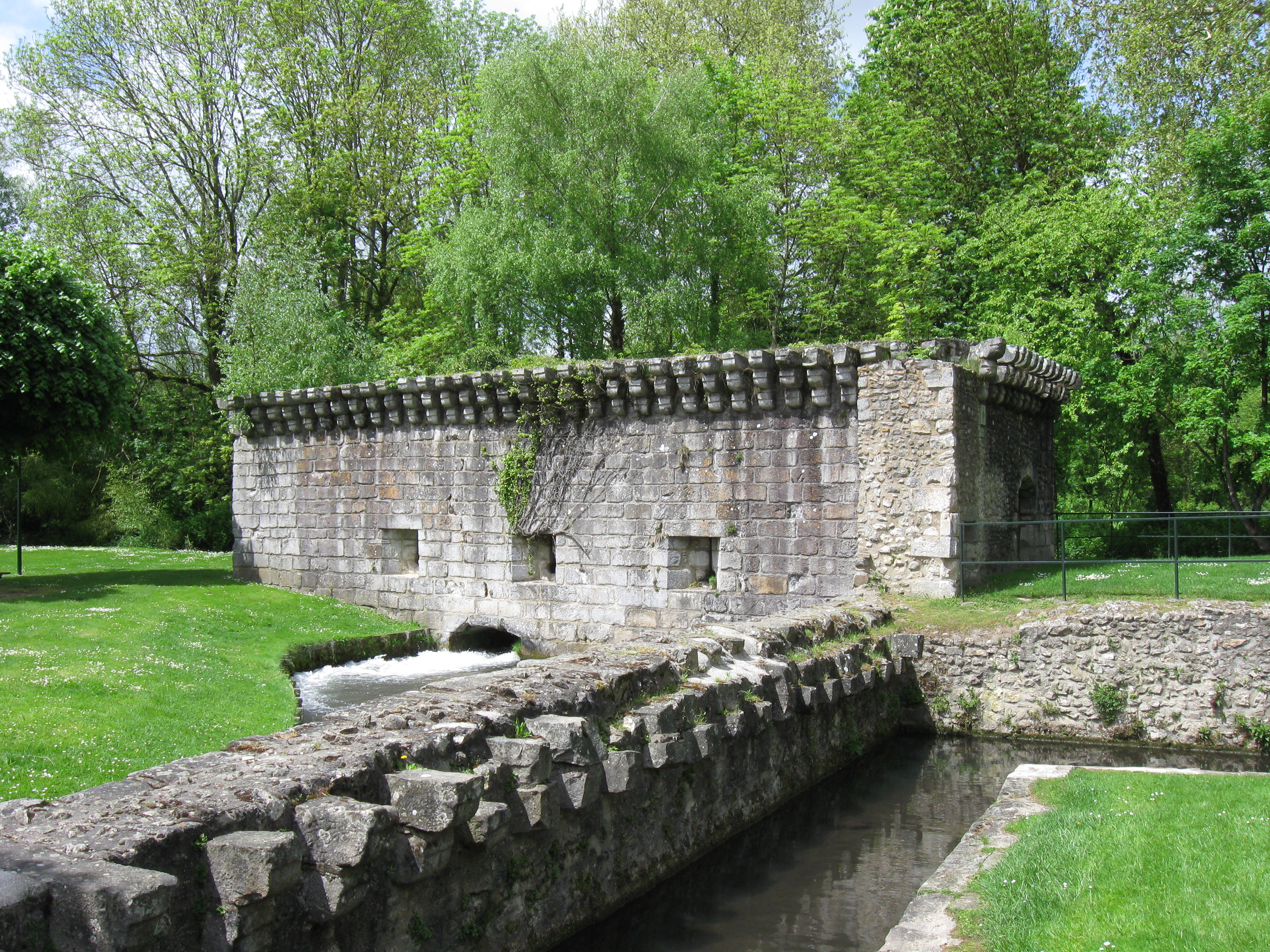
Bastille des Portereaux